# Skorpiovenator bustingorryi
Lo scorpiovenator (Skorpiovenator bustingorryi) era un dinosauro carnivoro appartenente agli abelisauridi. Visse nel Cretaceo superiore (Cenomaniano/Turoniano, circa 95 milioni di anni fa) e i suoi resti fossili sono stati ritrovati in Argentina.

## Descrizione

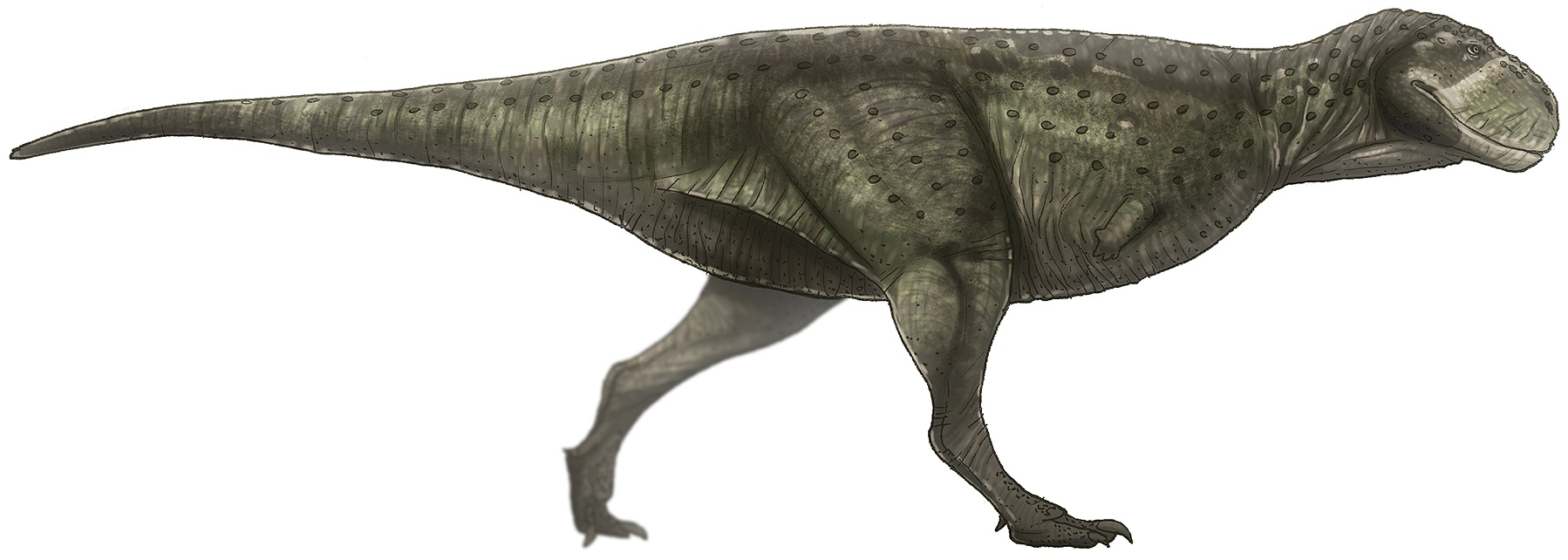
Ricostruzione di Skorpiovenator

Questo animale è conosciuto grazie a uno scheletro fossile quasi completo, mancante solo di parti delle zampe anteriori, del bacino e della coda. Le dimensioni dell'animale intero dovevano raggiungere i sei metri di lunghezza; il corpo era robusto e sorretto da lunghe zampe posteriori. Il cranio era corto e alto, come quello di tutti gli abelisauridi, ma al contrario di molti di essi non possedeva alcun ornamento evidente. In generale, il cranio di Skorpiovenator doveva assomigliare vagamente a quello di un bulldog.

## Classificazione
Lo scorpiovenator appartiene al gruppo degli abelisauridi, una famiglia di dinosauri carnivori dalle caratteristiche arcaiche tipici dei continenti meridionali. In particolare, le caratteristiche del cranio richiamano quelle del genere Abelisaurus, vissuto qualche milione di anni dopo. 

## Stile di vita
Lo scorpiovenator era senza dubbio un predatore, che probabilmente si cibava di dinosauri di medie dimensioni. Nello stesso ambiente vivevano un altro abelisauro più primitivo, Ilokelesia, e un dinosauro carnivoro di dimensioni eccezionali, Mapusaurus. È probabile che questi predatori occupassero nicchie ecologiche differenti.

## Significato del nome
Skorpiovenator deriva dal greco e significa “cacciatore di scorpioni”; questo bizzarro epiteto deriva dal fatto che la zona in cui sono stati scoperti i resti fossili era pressoché infestata da scorpioni.